# エランド・ロード
エランド・ロード (Elland Road) はイングランド・リーズにあるスタジアム。現在はリーズ・ユナイテッドFCのホームスタジアムとして使用されている。

## 歴史
1897年に開場。1904年から1919年までリーズ・シティのホームスタジアムとして使用され、解散後はリーズ・ユナイテッドのホームスタジアムとして使われている。
また、イングランド代表の国際親善試合の開催やUEFA EURO '96、FAカップ準決勝、ラグビーユニオン、ラグビーリーグ、アメリカンフットボールの開催実績がある。
またコンサートとしての開催も多くあり、クイーンやU2、ハッピー・マンデーズ、カイザー・チーフスらがコンサートを行った。

## 施設概要

### スタンド
ピッチを取り囲む4つのスタンドにはそれぞれクラブの歴史を彩った人物の名前が命名されている。
- 北スタンド (ドン・レヴィー・スタンド) : 7,000席
- 東スタンド (ジャック・チャールトン・スタンド) : 14,900席
- 南スタンド (ノーマン・ハンター・スタンド) : 5,000席
- 西スタンド (ジョン・チャールズ・スタンド) : 11,000席

## ギャラリー

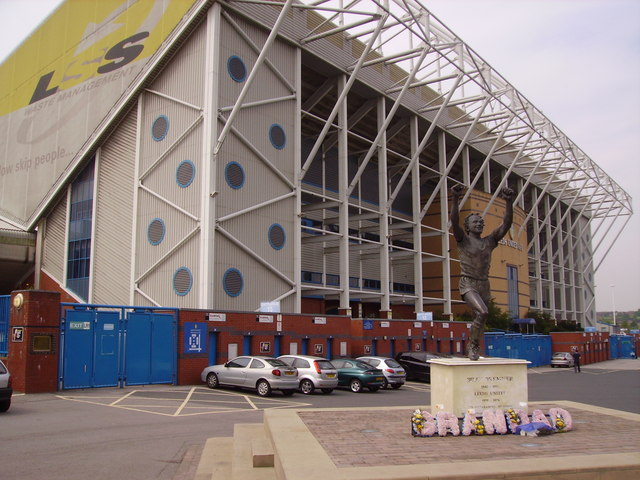
ビリー・ブレムナーとスタジアム
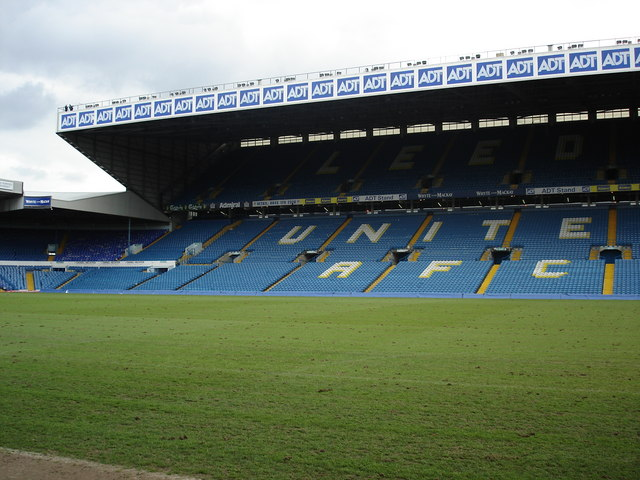
東スタンド
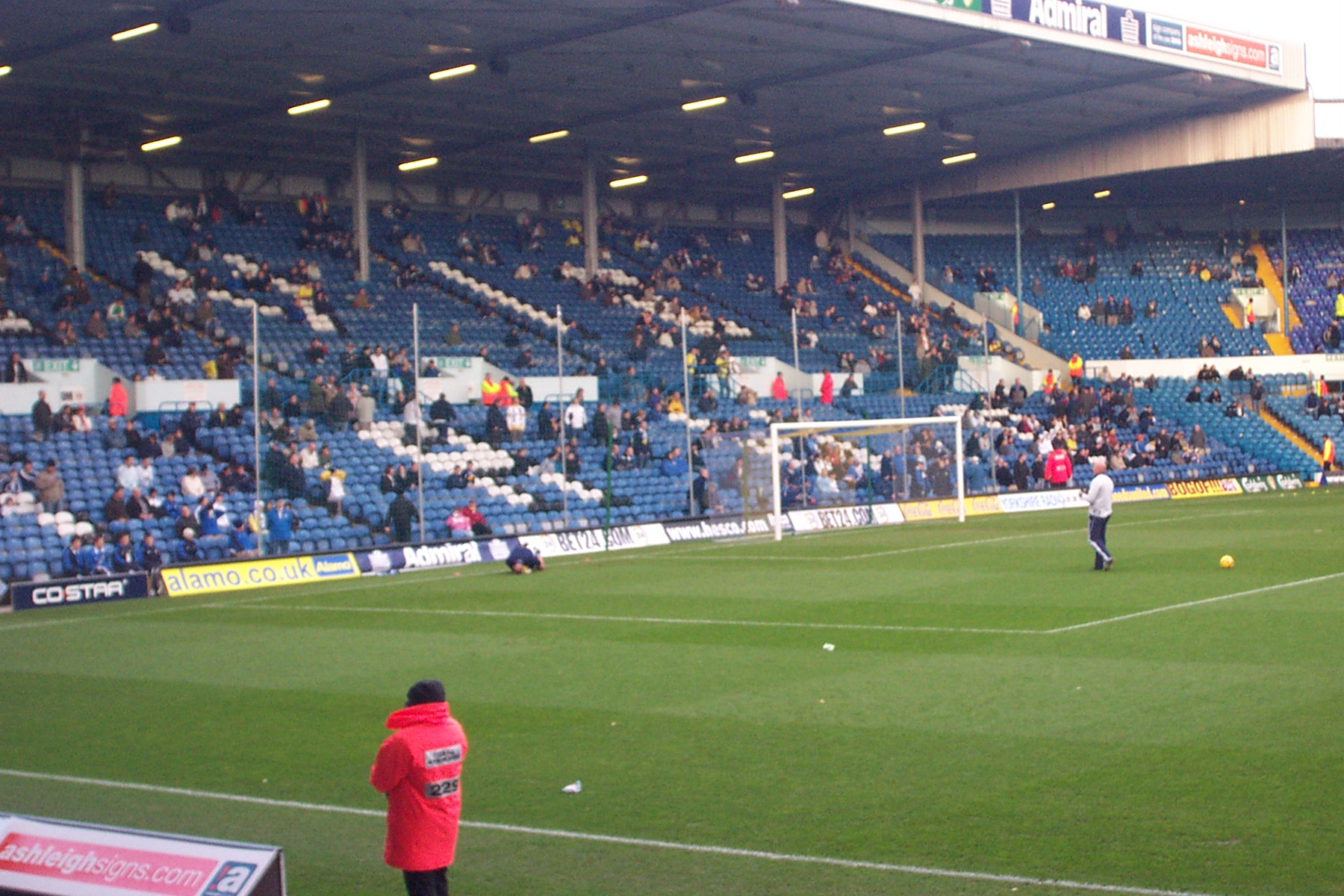
西スタンド
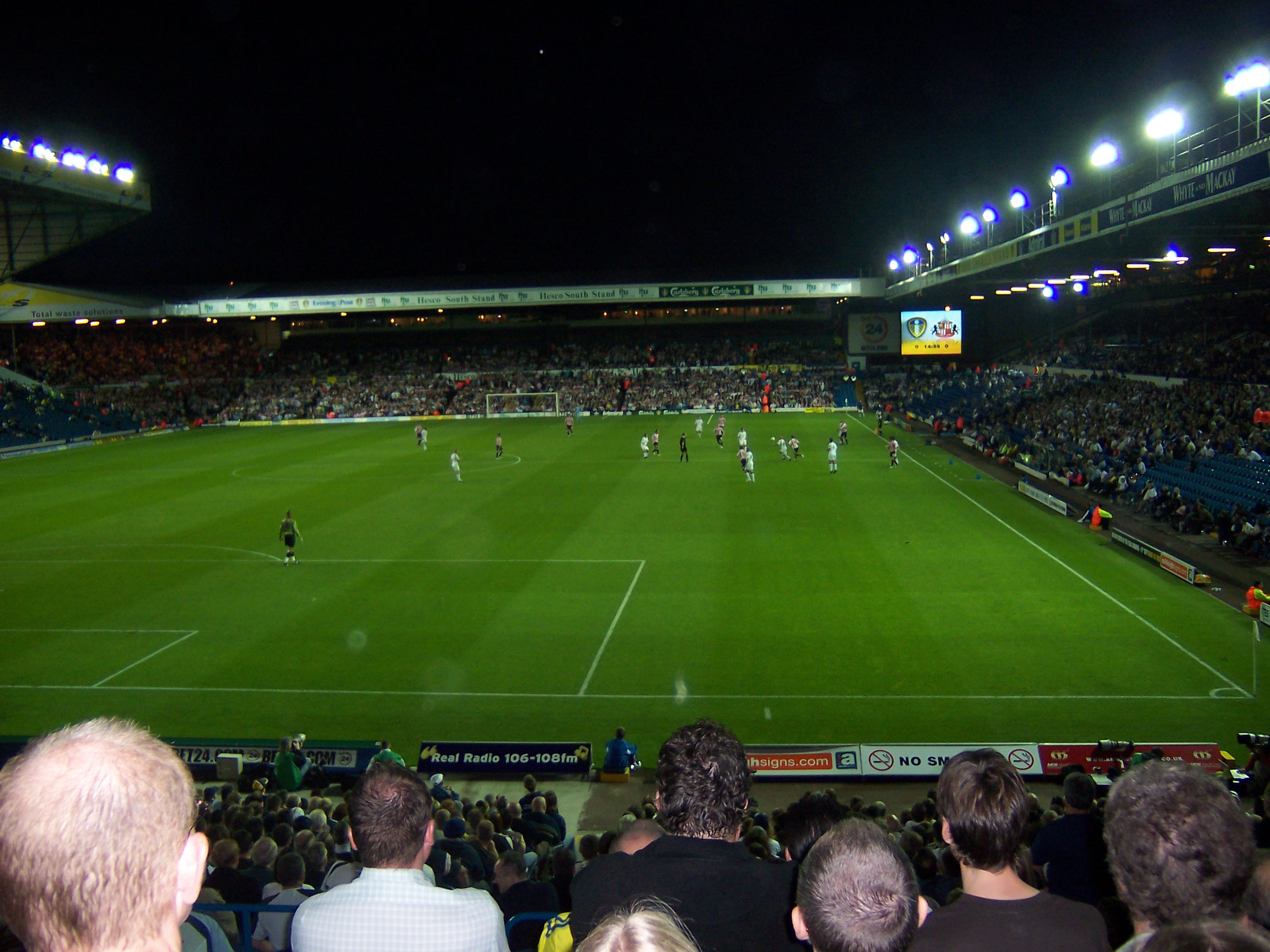
南スタンドとピッチ
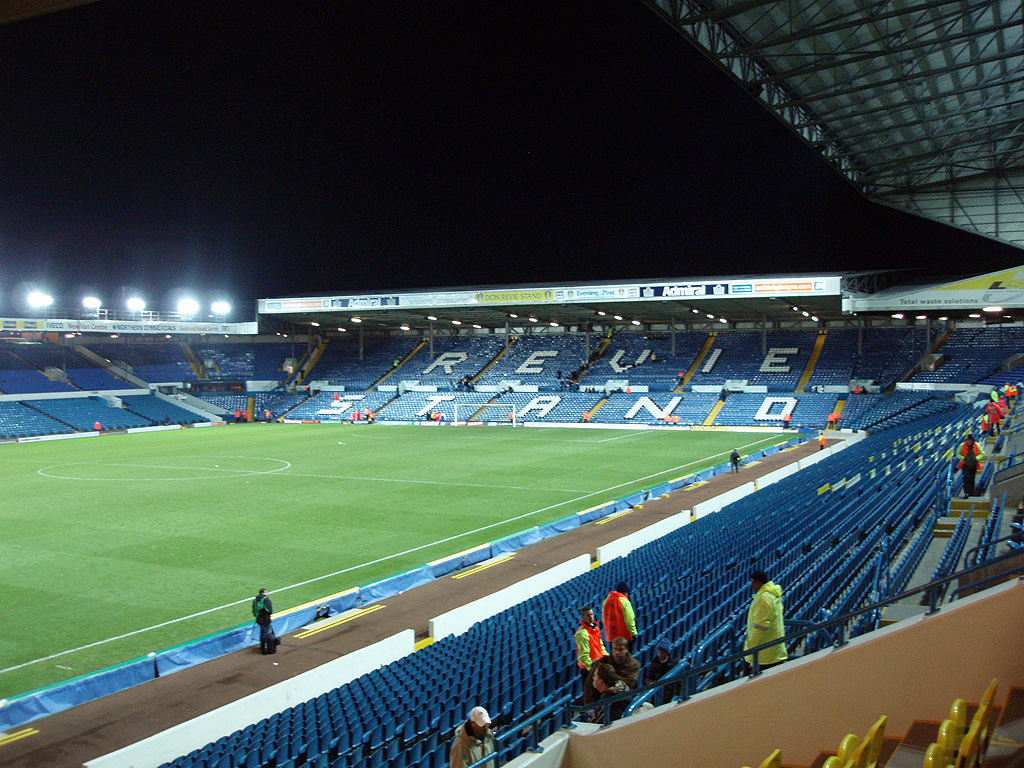
北スタンド
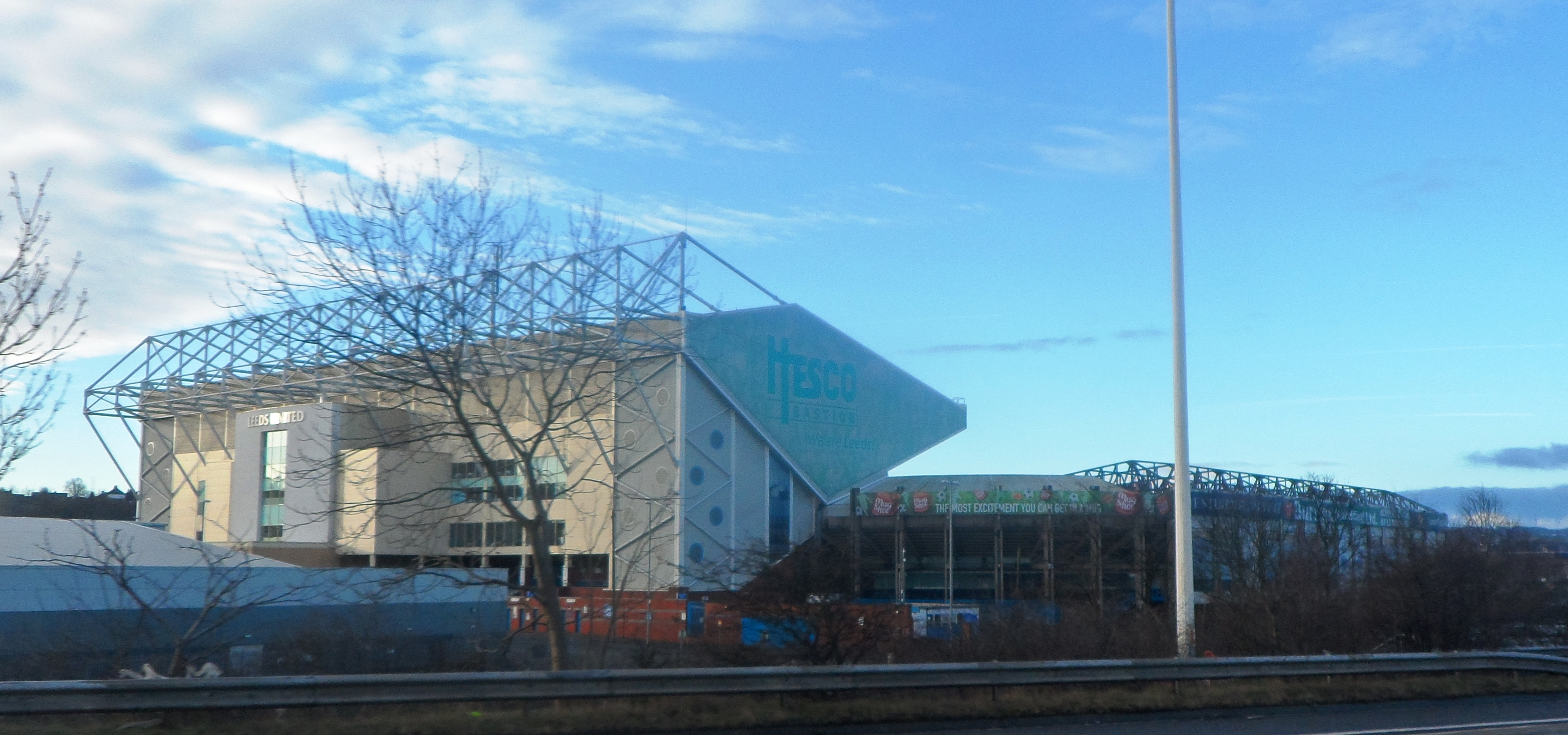
外観

## アクセス
- 鉄道
  - 国鉄 カルダー・バレー線コッティングリー鉄道駅から約1.5マイル (約2.4km)
  - 国鉄 イースト・コースト本線リーズ鉄道駅から車またはタクシーで9分